# Cyclades

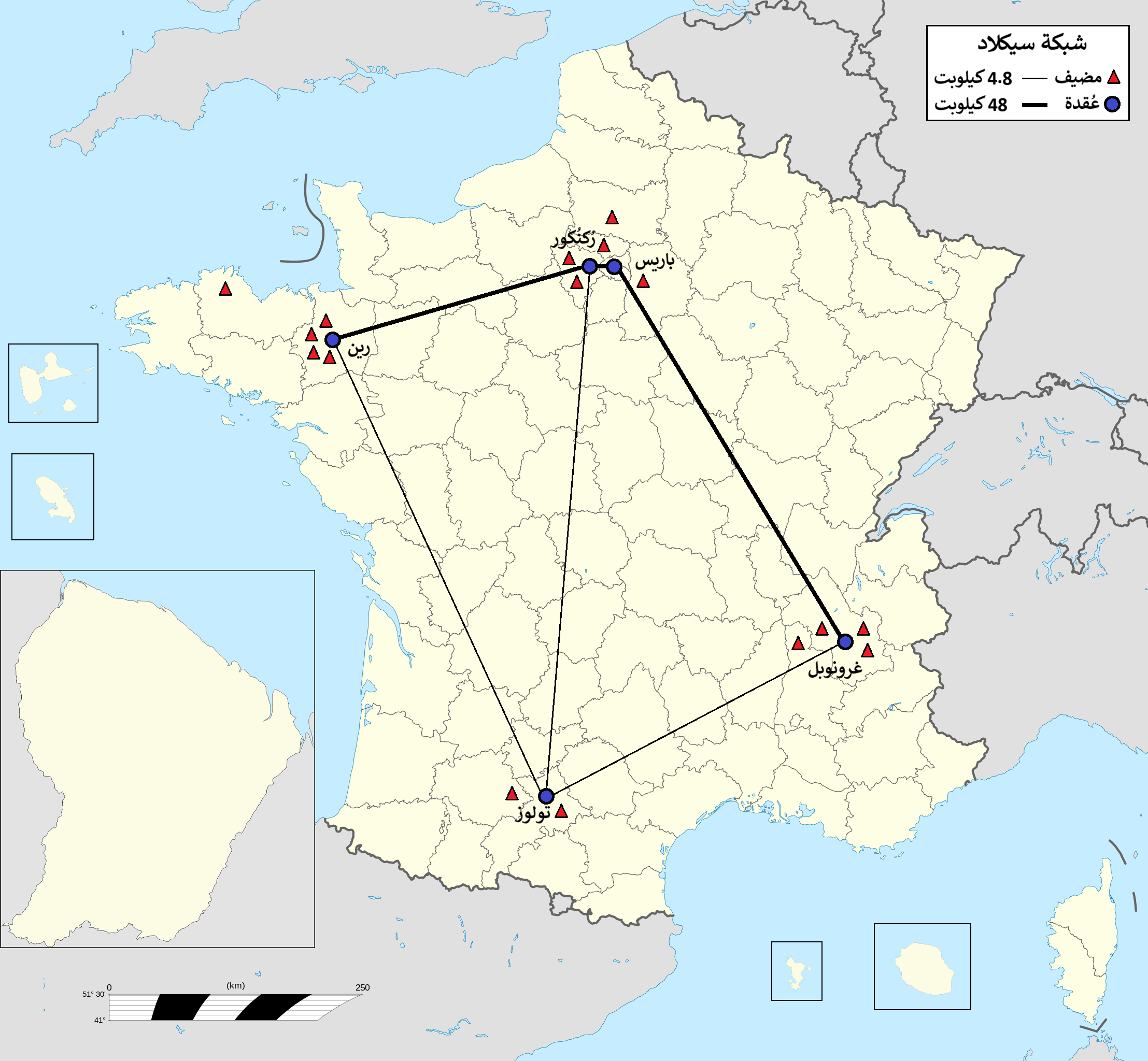
Red de ordenadores CYCLADES

La red de ordenadores CYCLADES  (pronunciación en francés: /siklad/: [siklad]) era una red de investigación francesa creada en los primeros años de los 70s. Fue una de las redes pioneras que experimentó con el concepto de conmutación de paquetes y fue desarrollada para explorar alternativas al diseño ARPANET. Sostenía la red local de investigación general.
La red CYCLADES fue la primera en hacer a los anfitriones responsables para la entrega fiable de datos, en lugar de que este fuera un servicio centralizado de la red misma. Los datagramas estuvieron intercambiados en la red que utiliza protocolos de transporte que no garantiza entrega fiable, pero intento único más-esfuerzo. Para facultar las hojas de red, los anfitriones, para actuar error-corrección, la red fin asegurado-a-transparencia de protocolo del fin, un concepto más tarde para ser sabido como el fin-a-principio de fin. Esto diseño de red simplificada, latencia de red reducida, y redujo las oportunidades para fracasos de punto solo. La experiencia con estos conceptos dirigió al diseño de características claves del protocolo de Internet en el ARPANET proyecto.

## Detalles técnicos
CYCLADES utilizó una arquitectura estratificada, como lo hizo el Internet. Su función básica, similar a la transmisión de paquetes, llamada CIGALE, era novedosa; sin embargo, proporcionaba un servicio poco confiable para producir datagramas ( palabra acuñada por Louis Pouzin al combinar dato y telegrama). Ya que las transmisiones de paquetes no se aseguraban de hacer una entrega correcta de datos, esto permitió simplificar su diseño.
La red CIGALE tenía un protocolo de encaminamiento de vector de distancia, que permitía experimentar con diversas métricas. También incluía un protocolo de sincronización temporal en los intercambios de paquetes. A la vez, fue uno de los primeros intentos de controlar la congestión de desempeño al deshacerse de paquetes de datos redundantes.
El nombre CIGALE—(pronunciación francesa: [siɡal]) que significa en español cigarra— proviene del hecho de que los desarrolladores instalaron un altavoz en cada computadora de modo que " hacían 'chirp chirp chirp' como si fueran cigarras" cuándo un paquete pasaba por un ordenador.
“The inspiration for datagrams had two sources. One was Donald Davies' studies. He had done some simulation of datagram networks, although he had not built any, and it looked technically viable. The second inspiration was I like things simple. I didn't see any real technical motivation to overlay two levels of end-to-end protocols. I thought one was enough.”
Un protocolo extremo-a-extremo construido por encima de CIGALE proporcionaba un servicio de transporte fiable, a partir del cual se construían sus aplicaciones. Esta proporcionaba una secuencia fiable de data visible para los usuarios llamada letters, en lugar de la corriente de byte fiable de TCP. El protocolo de transporte era capaz de lidiar con datagramas fuera-de-orden y poco confiables, utilizando los mecanismos que ahora  son estándares de extremo-a-extremo de reconocimientos y timeouts. También incluía ventanas corredizas y un control de flujo de extremo a extremo.